# ミリオンナイツ
ミリオンナイツ(MILLION NIGHTS)は、TOKYO FM及びJFN系列で放送されていたラジオ番組。放送時期と担当DJにより、以下のように放送された。
- 1993年4月1日 - 1997年9月30日 赤坂泰彦のミリオンナイツ
- 1997年10月1日 - 1998年6月30日 内藤忠と山中崇志のミリオンナイツ
- 1998年7月1日 - 1999年3月31日 小田靜枝と山中崇志のミリオンナイツ

## 赤坂泰彦のミリオンナイツ
放送期間は1993年4月1日 - 1997年9月30日。『FMナイトストリート』で実績を積んだ赤坂泰彦が全国ネットのメインDJとして登板。23時以降は赤坂以外が担当することもあった（詳細は後述）。コンテンポラリー・ヒッツ（ヒット曲、とりわけ当時ジャパニーズポップスと呼ばれたJ-POP）へのリクエストが多い一方でビートルズなどのオールディーズ、コミックソングや異色の楽曲を積極的に流すなどといった試みが取られ、まりちゃんズの「尾崎家の祖母」のリバイバルなどは特筆事項のひとつであろう。関連して、詳細は後述するが、「うさんくさいポップス」やCHAGEとの間で互いに放送されたくない自身の楽曲を巡る争いなどドキュメントバラエティさながらの展開で盛り上げたことは、いわゆる「深夜ラジオ」のノリをFMの深夜よりさらに浅い時間に持ち込んだものとも言え、FM放送のメディアとしての幅を広げ、10代を中心に人気を博した。通史的に見れば、既にJ-POP中心選曲に移行していたJFNとTOKYO FMが「トークラジオ」への脱皮を模索する時期に放送された番組の一つでもある。1997年9月30日に4年半の放送に幕を下ろした。

### 内容
22:55までは赤坂がリスナーのリクエストに応じて音楽をかける一方、リスナーからのメッセージに対してコメントしたりもしていた。
22:55から5分間の次の帯コーナーを放送した（ただし、一部の局ではニュースや別番組等に差し替えられていた）。
- TOYOTA AMLUX Today's Rock History（1994年3月まで、その日のロックの歴史上の出来事をディーンゴスが紹介した。スポンサーはTOKYO FMのみ。）
- Japanese Rock History （1994年4月 - 1995年3月、日本のアーティストについて赤坂が紹介した。1週ごとに1アーティストを対象とし、月曜日にデビュー曲をBGMにデビュー時の逸話を紹介といったように曜日ごとにテーマがあった）
- （1995年4月以降については未確認）

23:00からは次のコーナーが放送された。
- 永井真理子Open Zoo（1993年4月5日 - 1994年3月28日、毎週月曜に放送）
- 根本要(スターダストレビュー)Rumor Show（1992年秋頃開始、1993年4月6日に火曜のこの枠に移動、1993年9月28日終了）
- 飯島愛With Love（1993年10月5日 - 1994年3月29日、毎週火曜に放送）
- 松本孝弘B'z BEAT ZONE（1988年開始、当初はローカル枠での放送だったが、1993年4月7日から全国同時ネットとして水曜のこの枠に移動、さらに1994年4月に木曜の同枠に移動、1997年9月25日終了）
- X TOSHI Beyond the Time（1993年4月1日 - 1994年3月31日、毎週木曜に放送）

1994年4月以降は、23:00以降も赤坂が担当したが、B'z BEAT ZONEだけは継続した。
番組の最後に赤坂が再び登場して、プレゼントなどの告知などを紹介して終了していた。
エンディングテーマは林哲司＆C.C.ガールズの「世界で一番せつない夜に」であった（1994年3月まで）。
1995年1月17日（阪神・淡路大震災発生日）には内容を緊急変更、「平成7年兵庫県南部地震スペシャル」としてメッセージを中心に放送。赤坂が「被災地に知り合いがいる人はファックスでメッセージを寄せて欲しい、電話が掛かり難くなっている現地へ番組が代わって伝える」と呼びかけを行なった。
番組独自の「マスター・ミックス」を造り（SMAP & 林田健司 “10$” など）、番組内で適宜紹介していた。

### うさんくさいポップス
毎週火曜日の23時台に、「誰が、いつ、どこで、何のために歌ったのかわからない、とにかく胡散臭い曲」を「うさんくさいポップス」として紹介していた。コーナーテーマ曲は松本浩とブルー・ナイツの「いとしのマックス」。かかった曲はJRN系『コサキンDEワァオ!』の「コサキンソング」と相通ずるものがあるが、曲や歌手作詞曲家の詳細に触れることは一切なかった。実際コサキンソング・うさんくさいポップス両方に認定された曲もあった。
このコーナーの底本としては幻の名盤解放同盟編纂の『幻の名盤解放歌集』、コモエスタ八重樫編纂の『東京ビートニクス』などのCDがあげられる。曲がかかっている最中に赤坂がひたすら突っ込むのもコーナーの売りであり、特に子供が関与している曲に対しては極度の嫌悪を示しており、「生意気」「ませてんじゃねえよ！」「早く家に帰って寝ろよ！」「ざまあみろ！」などと一貫して罵倒していた。
「うさんくさいポップス」の特徴としてはリスナー投稿も受け付けていた点にあっただろう。ただしコーナー内では、はがきによる投稿しか採り上げず、ランキングに対する投稿も、すべてはがきでしか受け付けないという徹底ぶりだった
（その代わり、オンエア直後の曲に対する感想はFAXで募集し、エンディングまでのわずかな時間で採り上げていた）。
また、1997年2月からはリスナーによる投票をもとにランキングを作成し曲紹介の前に発表。当初はわずか2曲のランキングだったが週を追うごとに増加。一時中断を挟んで、ベスト5を発表する形で4月から最終回の9月まで継続した。
ちなみに、赤坂は現在もこのコーナーに思い入れがあるのか、公式ホームページ内のインターネットラジオ「da Radio Magic」のエンディング（ラジオのチューニング音）に、このコーナーでオンエアした曲を数曲ミックスしていた（2015年の時点ではエンディングが変更され、このミックス曲は使われなくなっている）。
山下達郎は、『山下達郎のサンデーソングブック』（2014年4月27日放送「テーマ・珍盤・奇盤特集」）の中で、「（サンソンの）珍盤・奇盤特集と（当番組の）うさんくさいポップスコーナーとで競い合っていた時代があるほど、TOKYO FMを代表するおバカ路線の企画である」と評したことがある。

#### うさんくさいと認定された主な曲
- 花のピュンピュン丸（財津一郎） - アニメ『ピュンピュン丸』の主題歌で、正式タイトルは「ピュンピュン丸の歌」。「うさんくさいポップスの原点」とも言われ、コーナー最終回でもリクエストが来てエンディングでオンエアされた。
- Go!Go!レンタカー（田辺靖雄＆中尾ミエ）
- 雪子のロック（藤健次） - オンエア当日にゲストとして来ていた山下達郎が、聴いて椅子から転げ落ちるほど爆笑したという逸話を持つ（その後、山下は自身のラジオ番組で珍盤としてこの曲を紹介している）。しかし番組で使用されたのは「面白愉快で懐かし原盤」というCDに収録された、イントロのセリフ部分に事故音のSEが被さって終わるだけの音源だった。
- エレキ・ファンタジー〜二人の虹（山内賢＆和泉雅子） - 一切歌の無いドラマ音源。こちらもゲストとして来ていた山下達郎が椅子から転げ落ちて爆笑した他、妻の竹内まりやも自宅で聞いていて思わず伏せたという（赤坂談）。
- ラリラリ東京（三浦正弘とアロハ・ブラザーズ）
- 逢えば好き好き（マーガレット&寺内タケシとバニーズ） - オンエアでは「マーガレットちゃん」と呼ばれ、寺内のギターには触れなかった。
- DubiDubi東京（北沢マリ）
- 謎の女B（平岡精二） - あまりの曲のインパクトにリクエストが殺到。翌週もフルオンエアされる異例の事態になった。曽我町子が歌ったバージョンも存在するが、こちらはオンエアされていない。
- ハイティーン・ゴー・ゴー（森本和子） - 「テケテケテケテケテケテケテケ」という歌詞をはじめ、この曲もインパクトがあるためか数回再オンエアされている。
- お願い入れて（操洋子）
- 夜の診察室（松坂慶子）
- ピエールとカトリーヌ（ブルーフィルム）
- 東京キカンボ娘（木の実ナナ）
- 東京レジャー娘（渡辺マリ）
- ツイスト天国（河野ヨシユキ）
- ムード（ユリ・ゲラー） - 番組内では「スプーン曲げの曲」と称され、痛罵していた。
- タイトルは言えないブルース（下沢四郎） - 正式なタイトルは「どかちんブルース」だが、「ドカチン」が差別用語であるため。
- スナッキーで踊ろう（海道はじめ（坂越達明）とスナッキーガールズ(吉沢京子・小山ルミ・羽太幸得子） - 「スナッキー」とはプリマハムから発売されていたパッケージごと加熱できるというフランクフルトソーセージの製品名。「地獄谷からのひとりGS」のキャッチコピーで、ランキングでは長いこと常連だったが、赤坂がリスナーから送られてくるメッセージに嫌気が差したのか、「もうこの曲に関するメッセージは読まない」と宣言して以降ランク外に急落。だがその後突然1位に返り咲くなどチャートでの変動が最も激しい曲になった。
- 恋のチューリップ（港孝也とパッション・グループ）
- もだえ（マリア四郎）
- パンチ野郎（和久田竜）
- スピード野郎（平尾昌章）
- スケート野郎（ザ・ジャイアンツ）
- 新宿野郎（間宮ひろし）- 赤坂は歌詞の中のエレキ（電磁石）をエレキギターと勘違いし「エレキは吸いつけるんじゃなくて弾くものだ」と何度も説教していた。このため、後にリスナーから「エレキは磁石のことだろう」と指摘されるが、赤坂は「どっちでもいいです」と開き直っていた。
- 夜を抱きしめたい（平泉征） - 「俺が魔女なら〜」という矛盾した歌詞から"魔女男"とも呼ばれた。ランキングで初めて3週連続1位を獲得した。オンエアされなくなってからしばらくして「魔女男はどこにいるんですか?」というリスナーからの投書が来たが、歌っている平泉の事を知らない赤坂は「アコンカグアに行ってて、しばらく帰ってきません。」と適当に答えた。
- ガールフレンド（プティ・マミ） - テレビの深夜番組「23時ショー」のテーマ音楽をレコード化したもの。陽気なBGMに乗せてボーカルが含み笑いするだけの珍曲。
- 恋愛射撃隊（ザ・ジャイアンツ） - 「スケート野郎」の演奏者とは同名の別バンド、番組では同一バンドとして紹介していた。
- 太陽に抱かれたい（ジョニー広瀬） - 赤坂いわく、「キング・オブ・ザリガニボイス」。
- マサオ（赤木さとし） - イントロでのボーカルの絶叫のインパクトから、後に曲を聞き逃したリスナーから「全部聞きたい」というリクエストが殺到した（そもそもコーナーでは一度オンエアされると、ランキングの中では曲中で最もインパクトの強い部分しかかけないことになっていた）が、赤坂はこれを頑なに拒否。しかしリスナーの熱意に負けたのか、それとも嫌気が差したのか、後日SEや他の曲をミックスした「マサオ・オルタネイティブアンダーグラウンドヒューマンネイチャーミックスアップアンドダウンホワイディジューエバーゴー」というリミックスバージョンが製作、オンエアされた。
- 若い突風（コージとゲイスターズ） - 和田浩治主演の同タイトルの映画の主題歌で、歌手名のコージとは主役の本人のことである。歌詞の「突風」が「トプー」に聞こえる。
- うちの家族は女の天下（ホームクッキーズ） - サビの部分がどう聞いてもサザエさんの主題歌にしか聞こえない。歌の中でおじいさんが「あ〜あ」と溜息をつくたびに赤坂は「何笑いを取ろうとしてるんだジジイ!」と怒っていた。
- あの子のせいなの（ホームクッキーズ） - ホームクッキーズの家族の妹役がメインボーカルを担当。歌詞があまりにも自分勝手な内容で、赤坂は「こういうやつは貴金属売り場に100m以上近づけたらいけない」「デパートになんて行ったら100年出てきませんよ」など嫌味をしつこく発言するほど嫌っていた。
- ちいさなプリンセス（西崎緑） - 「旅愁」のヒットで知られ、女優としても活躍した西崎緑の子供時代のレコーディング曲。そんな事情を知らない赤坂は、子供がうたう歌というだけで歌っている西崎に対し「俺より年下なのが気にいらない」と発言した（赤坂は1959年、西崎は1960年生まれ）。
- おじさまイヤ?（黒沢さん＆エチコ） - この曲と「キッスしてっ」「真夜中の遊園地（エチコのソロ曲）」とで恋愛三部作として紹介された。
- ドッキング・ダンス（サトーノト） - オンエア後しばらくは反響が薄かったが、後に赤坂が毎週必ず1通この曲にリクエストが来ていることを明かしてからランキングの常連に。長いこと1位に届かずにいたが、最終回で見事1位を獲得した。
- 浪人ブルース（高木もん） - 曲の途中から、身長3センチの角刈りの小人が登場しスタジオ中を駆け巡る事態が発生、赤坂がそれを追っかけているあまり曲の内容を突っ込めなくなっていた（無論、番組上の演出である）。
- 港祭り（ノボル兄さん）- この曲が事実上、うさんくさいと認定された最後の曲だった。1997年7月22日にミリオンナイツ降板を告げられていたためか、曲の後半から「寂しいなぁ…」などと口にしている（赤坂の降板がリスナーに知らされたのは、この放送の6日後の1997年9月22日であった）。

### CHAGEのラジ王との「対決」
当番組の放送当時、日本における商業FM放送発足以前からの長寿番組である0時からの『JET STREAM』を挟んで、25時から『ラジ王』というFM深夜番組があり、その火曜日担当であり、トップミュージシャンであるCHAGEからの「抗争」も、当番組を盛り上げる一因となった。
そもそもの原因は、当番組の火曜のコーナー内で、リスナーからのリクエストにより、以前に石川優子とCHAGEがデュエットした「ふたりの愛ランド」を放送したことにある。この曲をあまりかけて欲しくないCHAGEは、『ラジ王』内で、やはり以前に赤坂が所属していた東京JAPの「摩天楼ブルース」や「熱風ラプソディ」をかけ「対抗」した。
さらに「対抗」として赤坂がTOKYO FM局舎にあるレコード室に収蔵された東京JAPのレコードを全て隠すなどといった「実力行使」に及び、それに対しCHAGEが「リスナーである中高生の教育上よくない。借りたものは使い終わったら返しなさい」と放送中に述べたり、さらには、TOKYO FMの「社長」や「編成部長」を名乗る（実際は赤坂による）電話や怪文書が届くなど、まるでプロレスのアングルのような放送時間の枠を飛び越えたやりとりが行われた。
こういった「'90年代のFM深夜番組文化」の流れ、の中で「ふたりの愛ランド・CHAGEさんバージョン」という曲まで生まれた。曲中のCHAGEのパートだけを抜き出し、さらに「夏」という単語をしつこく繰り返させる編集を加えたものであり、この対決を象徴する歌となり、リクエストも殺到した。
こういった「抗争」の結果、火曜日「根本要のRumor Show」の最終回の日には、全編根本と赤坂の二人で進行していたが、CHAGEがオンエア中に「乱入」し、激しいトークバトルが展開される、といったこともあった。
赤坂は当番組を交代後、約20年後に担当することになったエフエム愛知（@FM）の番組で、@FMの別の番組にゲスト出演するCHAGEに対し悪戯じみたメールを送るようリスナーに指示を出すなど、両者の「対立関係」は、今も続いているようである。

## 内藤忠／小田靜枝と山中崇志のミリオンナイツ
放送期間は1997年10月1日 - 1999年3月31日。内藤忠（現・DJ.ナイク）と山中崇志（現・山中崇史）を2代目DJに迎え、番組タイトルと放送時間以外は全て一新した。
番組ではメインDJの内藤・山中の他に、日替わりのアシスタント（初期・(月)上原さくら、(火)山田まりや、(水)ショコラ、(木)鈴木紗理奈……その後、一部アシスタントの降板により、仲間由紀恵、あんじが加入）も加わり、トーク中心に3名で進行する番組内容となった。選曲も最新ヒットナンバーからが多くなり、新曲のみならず80年代以前の洋楽やうさんくさいポップスもかけていた初代DJの赤坂時代とは趣が異なる。又10時台の帯番組では、「GLAYライン with TAKURO」（1998年9月まで）とモーニング娘。の安倍なつみ・福田明日香（当時）が担当する「お願いモーニングコール」(1998年10月から、共にパイオニアの一社提供・「お願いモーニングコール」後期に降板）が放送されていた。
以上のように、全体的にティーンズの中高生をターゲットにした軽い雰囲気の番組になった。DJの交代、番組の方針やターゲットの変更で、番組から離れたリスナーがいる一方、新規リスナーを取り込む事になる（後期のミリオンナイツは、この番組の時間を引き継いでスタートしたやまだひさしのラジアンリミテッドとリスナー層で共通する所がある）。
番組の路線を巡り、ラジオの番組改編期では無い1998年6月に内藤が番組を突然降板した（これについて、内藤はミリオンナイツ出演の最終日に番組全編を独りで担当して、その経緯をリスナーに説明した。このような形での降板は極めて異例である）。その後は番組終了まで小田靜枝が引き継ぎ、そして1999年3月31日をもって番組終了。赤坂時代から数えて6年の放送にピリオドを打った。
また、放送前の打ち合わせ中に番組スタッフと出演者数人が勝手に抜け出してプリクラに精を出したり、生放送中にゲスト出演していた西川貴教が彼らの余りの態度の悪さに激怒して途中で帰ってしまう等のトラブルもあった。